# 予算編成
予算編成（よさんへんせい、英: budgetary process）とは予算案の立案作成のための作業のこと。
日本では中央政府の予算編成は財務省（中央省庁再編前は大蔵省）主計局が担当する。

## 過程
予算編成の過程は大きく分けて各省庁の概算要求の提出、これに対する財務省の査定、復活折衝、政府案の作成となっている。また、予算は国会がその使用を監督しているが、予算を行政として実行するのは政府であるため、予算の提案権は政府だけにあり、衆参両院の提案権は認められていない。

### 概算要求
作業は前年度予算案が衆参両院を通過、成立してから始まる。各省庁は5月頃から新規政策の立案作業に入り、6月には各省庁に対応した第一与党政策部会（多くの場合は自由民主党政務調査会）の各部会との調整を行う。7月には翌年度の概算要求基準が閣議決定される。各省庁では政策や予算が課単位から局単位を経て省全体へと挙げられ、与党各部会との擦り合わせや他省庁との調整を経て8月末には概算要求を財務省に提出する。
9月1日から2、3週間かけて主計局は各省の予算要求を念入りにヒアリングする。主査（課長補佐級）は各省庁課長から、主計官（課長級）は各省庁局長から、主計局次長は各省庁次官からそれぞれ説明を受ける。ヒアリングが一通り終わると主査や主計官が査定作業を始め、数字との戦いとなる。主計官僚のもとには連日にわたって、多くの予算を獲得するために予算要求を出した各省庁から説明のために職員が訪れ、国会議員や地方自治体や様々な団体などの陳情も来る。

### 査定
10月に入ると、査定側には主計局次長が、説明側には査定を行なった主計官や主査がそれぞれ立つ「査定局議」が行われる。主計局次長の質問に対し、主計官や主査は「事項」「前年度予算額」「当年度要求額」「当年度査定額」「対前年度増減額」「説明」が記載された分厚い資料を持って対応する。主計局次長の納得を得られなければ、主計官や主査は指摘された問題点を再調査して査定案を再構築しなければならない。防衛、公共事業、農水、厚生などの重要な政策に関する担当の主査や主計官は、主計局長に直接説明して納得を得る「重要局議」にも出なければならない。
主計局内の説明、再調査、再説明を経て査定案は12月頃を目処として徐々に固まっていき、年内の編成が終わって財務省原案（中央省庁再編前は大蔵省原案）を内示するのが原則となっている。なお、財務大臣の諮問機関である財政制度等審議会が11月ごろに取りまとめる建議（意見書）は査定の指針となる。

### 復活折衝
財務省原案（中央省庁再編前は大蔵省原案）の内示後は原案に盛り込まれなかった要求について各省庁が復活折衝を求める。各省庁課長から主査への「課長折衝」、各省庁局長から主計官への「局長折衝」、各省庁次官から主計局次長への「次官折衝」が行われる。さらに各省庁大臣から財務大臣（中央省庁再編前は大蔵大臣）・主計局長への「閣僚折衝」や首相官邸で与党幹部を交えた「政治折衝」に持ち込まれ、最終的な予算案が閣議決定される。なお、「閣僚折衝」や「政治折衝」は、多くの場合その前の事務方の折衝で事実上、決着しており政治家に花を持たせるものに過ぎないとされている。また、財務省原案（中央省庁再編前は大蔵省原案）と折衝を経た後の最終的な予算案は総額が完全に一致しているが、これは主計官僚が作り上げた予算をまた最初から練り直すのは面倒なので、「各省庁の官房機密費」「退職金のようにすぐに使用されるアテのない費用項目への上積み」「大蔵省の官房機密費」から調整しているとされる。

### 政府案作成
予算案の閣議決定から予算案の国会提出までの約2週間という短い間に予算書と言う印刷物を作成する。予算書は全部で数千ページに及び、それに各省庁所管の各目明細書が同じくらいあり、1つの数字が変われば48ヶ所の修正が必要といわれる予算書等を1つのミスもない完璧な書として提出しなければならない。

## その他
主計官僚は予算編成をする例年9月から12月までを「憂鬱の季節」「暗く長いトンネル」と表現している。
予算編成の時期に国会が開かれていれば、主計官僚は国会答弁やその準備が最優先事項となるため、査定作業は夜に行わなければならなくなり、泊まり込みや土日無しの連続勤務も行われるようになる。財務省の一室に連日勤務で帰宅できない主計官僚が仮眠を取ることができるベッドを設置した仮眠室があるが、この仮眠室は「ホテルオークラ（大蔵省時代）」や「霊安室」という別名がある。この仮眠室で寝ることができない主計官僚は、空いている会議室等でソファーや机の上で毛布やオーバーを被って横になるという。
また、一般予算の編成が終わると、大蔵省やマスコミによって数字の語呂合わせをしたが、予算の下4桁あるいは下3桁にその年の主計局長の名前を忍ばせて配慮することがあった。